# Broken English
Broken English — седьмой студийный альбом британской певицы Марианны Фейтфулл, выпущенный 2 ноября 1979 года на Island Records. Альбом ознаменовал собой главное возвращение Фейтфулл после многих лет наркомании, бездомности и страданий от анорексии. Он часто расценивается как «существенная запись», а сама Фейтфулл назвала его «шедевром».
Broken English был первым крупным релизом Фейтфулл со времён Love in a Mist (1967). После прекращения отношений с Миком Джаггером в 1970 году и потери опеки над сыном карьера Фейтфулл пошла под откос, поскольку она страдала героиновой зависимостью и жила на улицах Лондона. Тяжелый ларингит в сочетании с постоянным злоупотреблением наркотиками в течение этого периода навсегда изменил голос Фейтфулл, сделав его резким и низким по звучанию. Она попыталась вернуться в 1976 году с альбомом Dreamin' My Dreams, который имел небольшой успех. Вскоре после этого Фейтфулл начала работать с Барри Рейнольдсом, который спродюсировал песни «Broken English» и «Why D’Ya Do It?». Демо привлекли внимание Криса Блэквелла, который подписал контракт с Фейтфулл со своим собственным лейблом Island Records.
Запись альбома велась в Matrix Studios в Лондоне. Певица сотрудничала с продюсером Марком Миллером Манди, с которым она записала все песни для альбома. После записи всего альбома он предложил, чтобы музыка была «более современной и электронной», и привёл Стива Уинвуда на клавишных. В музыкальном плане Broken English — это нововолновый рок с элементами различных жанров, таких как панк, блюз и рэгги.
Broken English получил признание у критиков и достиг 82 места в Billboard 200, став первым альбомом певицы, попавшим в чарты Соединенных Штатов после Go Away from My World (1965) и принёс певице первую номинацию на премию «Грэмми» за лучшее женское вокальное рок-исполнение. Также альбом достиг 57 места в Великобритании и попал в пятёрку чартов Германии, Франции и Новой Зеландии. В частности, в тех же Франции и Германии альбом получил платину и разошёлся тиражом в более одного миллиона копий по всему миру. Отдельно было выпущено два сингла, включая «The Ballad of Lucy Jordan», достигшая 48 места в UK Singles Chart. Альбом попал в список журнала NME «500 величайших альбомов всех времён по версии журнала New Musical Express» и упомянут в книге 1001 Albums You Must Hear Before You Die.

## Об альбоме
Предыдущие альбомы Фейтфулл Dreamin' My Dreams и Faithless были выдержаны в мягком стиле фолка или кантри-энд-вестерна. Broken English был радикальным отходом, включающим в себя помесь рока, панка, новой волны и дэнса с обильным использованием синтезаторов. После многих лет курения голос Фейтфулл был низким по звучанию, гораздо более хриплым и стал более утомлённым, чем прежде, что соответствовало часто грубым эмоциям, выраженным в новых песнях.
В 1977 году для поддержки альбома Dreamin' My Dreams по Ирландии Фейтфулл была сформирована группа, состоявшая из Барри Рейнольдса, Джо Мавети (гитары), Стива Йорка (бас-гитара) и Терри Станнарда (ударные).
О работе Марка Манди над альбомом Фейтфулл сказала: «Я не думаю, что смогла бы справиться с Broken English без продюсера. Вы даже представить не сможете, каково это было. Вот она я без какого-либо уважения в музыкальном бизнесе. […] Так что я нашла кого-то, кому нужен был прорыв, и это был Марк Манди. Он хотел быть музыкальным продюсером, и у него были кое-какие замечательные идеи».

## Композиции
Заглавный трек альбома был навеян террористами того времени, в частности, Ульрикой Майнхоф из группы «Фракция Красной армии». «Guilt» повествует о католическом воспитании певицы и её композитора Барри Рейнольдса. «The Ballad of Lucy Jordan», первоначально исполненная Dr. Hook & the Medicine Show, является меланхоличным рассказом разочарованной домохозяйки среднего класса. Версия в исполнении Фейтфулл прозвучала в фильмах «Монтенегро» (1981) и «Тельма и Луиза» (1991). «What’s the Hurry?» был описан Фейтфулл как отражение повседневного отчаяния обычного наркомана. Кавер песни Джона Леннона «Working Class Hero» был записан как дань уважения её собственным героям, таким как Мик Джаггер и Кит Ричардс, Дэвид Боуи и Игги Поп и сам Леннон, соответственно.
Последний трек «Why’d Ya Do It?», длящийся шесть с половиной минут, представляет собой резкое, напыщенное разглагольствование женщины, реагирующей на измену любовника. Текст песни начинается с точки зрения человека, касающейся горькой тирады его обманутого любовника. В песне была представлена тяжелая мелодия, вдохновленная Хендриксовской версией песни Боба Дилана «All Along the Watchtower». Писатель и поэт Хиткоут Уильямс изначально задумал текст как пьесу для записи Тиной Тёрнер, но Фейтфулл удалось убедить его в том, что та никогда не запишет подобное.

## Релиз и промоушен
Делюкс-переиздание было выпущено в картонной обложке и включает в себя оригинальный альбом, ремастированный Джаредом Хоуксом на первом диске, состоящего только из оригинального альбома и 12-минутного музыкального видео режиссёра Дерека Джармана. Фильм был разработан для показа в кинотеатрах и никогда ранее не выпускался для домашнего видео.
Второй диск содержит оригинальный микс альбома, который в некоторых случаях звучит несколько иначе и, в случае с «Why’d Ya Do It», длится почти на две минуты дольше, чем альбомная версия. Дополненный ремиксами 7, 12-дюймовых синглов и перезаписанной версией Фейтфулл «Sister Morphine», которая ранее выпускалась в 12-дюймовом сингле, второй диск с оригинальным сведением был предпочтителен самой Фейтфулл. Оригинальный микс впервые выпущен в рамках этого переиздания.
Выдержанный в spoken word трек «The Letter» (не путать с песней The Box Tops и Джо Кокера) не был включён, поскольку был записан уже после того, как альбом был закончен, хотя он был выпущен в некоторых странах в качестве би-сайда для сингла «Broken English» (также он ещё включал «Sister Morphine»).
24-страничный буклет содержит фотографии различных обложек и их вариантов, которые выпускались в разных странах.

## Оценки критиков
| Оценки критиков               | Оценки критиков |
| Источник                      | Оценка          |
| ----------------------------- | --------------- |
| AllMusic                      | [ 14 ]          |
| Encyclopedia of Popular Music | [ 15 ]          |
| The Guardian                  | [ 16 ]          |
| The Irish Times               | [ 17 ]          |
| Pitchfork                     | 8.7/10          |
| Record Collector              | [ 19 ]          |
| Rolling Stone                 | [ 20 ]          |
| The Rolling Stone Album Guide | [ 21 ]          |
| Spin Alternative Record Guide | 9/10            |
| The Village Voice             | A−              |

В феврале 1980 года Фейтфулл исполнила песню «Guilt» на Saturday Night Live, где её голос надтреснул и она, казалось, напрягалась, чтобы издать похожие на пение звуки. Это не совсем идеальное выступление, которое некоторые называют одним из худших в прямом эфире, объясняется от продолжающегося употребления наркотиков до нервозности из-за того, что её бывший любовник Мик Джаггер связывался с ней прямо перед выступлением. Шоу было организовано Чеви Чейзом. В 1981 году Марианна Фейтфулл была номинирована на премию «Грэмми» за лучшее женское вокальное рок-исполнение в альбоме.

## Синглы
Альбом Broken English занял 57 место в UK album charts и 82 место в США. «The Ballad of Lucy Jordan» была выпущена в качестве сингла октябре 1979 года одновременно с альбомом. Заглавный трек был выпущен в виде сингла в январе 1980 года. В 1990 году Фейтфулл включила в свой концертный релиз Blazing Away пять треков из альбома: «Broken English», «Guilt», «The Ballad of Lucy Jordan», «Working Class Hero» и «Why D’Ya Do It». В 1996 году Джулиана Хетфилд перепела песню «Witches' Song». Её кавер-версия вошла в саундтрек фильма «Колдовство».
Расширенный ремикс заглавного трека (5:46) был выпущен на двенадцатидюймовом виниле в 1979 году и был включён в качестве бонуса с семидюймовым австралийским изданием.

## Список композиций
| №                   | Название                    | Автор(ы)                                                              | Длительность |
| ------------------- | --------------------------- | --------------------------------------------------------------------- | ------------ |
| 1.                  | «Broken English»            | Марианна Фейтфулл Барри Рейнольдс Джо Мавети Стив Йорк Терри Стэннард | 3:45         |
| 2.                  | «Witches' Song»             | Фейтфулл Рейнольдс Мавети Йорк Станнард                               | 4:43         |
| 3.                  | «Brain Drain»               | Бен Бриерли                                                           | 4:13         |
| 4.                  | «Guilt»                     | Рейнольдс                                                             | 5:05         |
| 5.                  | «The Ballad of Lucy Jordan» | Шел Силверстайн                                                       | 4:09         |
| 6.                  | «What's the Hurry»          | Мавети                                                                | 3:05         |
| 7.                  | «Working Class Hero»        | Джон Леннон                                                           | 4:40         |
| 8.                  | «Why'd Ya Do It»            | Хиткоут Уильямс Рейнольдс Мавети Йорк Стэннард Фейтфулл               | 6:45         |
| Общая длительность: | Общая длительность:         | Общая длительность:                                                   | 36:25        |

| №   | Название                                   | Автор(ы)                                         | Длительность |
| --- | ------------------------------------------ | ------------------------------------------------ | ------------ |
| 1.  | «Broken English» (Original Mix)            | Фейтфулл Рейнольдс Мавети Йорк Стэннард          | 4:42         |
| 2.  | «Witches' Song» (Original Mix)             | Фейтфулл Рейнольдс Мавети Йорк Станнард          | 5:00         |
| 3.  | «Brain Drain» (Original Mix)               | Бриерли                                          | 4:10         |
| 4.  | «Guilt» (Original Mix)                     | Рейнольдс                                        | 5:05         |
| 5.  | «The Ballad of Lucy Jordan» (Original Mix) | Силверстайн                                      | 4:16         |
| 6.  | «What's the Hurry» (Original Mix)          | Мавети                                           | 3:17         |
| 7.  | «Working Class Hero» (Original Mix)        | Леннон                                           | 4:41         |
| 8.  | «Why'd Ya Do It» (Original Mix)            | Уильямс Рейнольдс Мавети Йорк Стэннард Фейтфулл  | 8:42         |
| 9.  | «Sister Morphine» (12" Version)            | Мик Джаггер Кит Ричардс Фейтфулл                 | 6:04         |
| 10. | «Broken English» (7" Single Version)       | Фейтфулл Рейнольдс Джо Мавети Стив Йорк Стэннард | 3:08         |
| 11. | «Broken English» (7" Remix Version)        | Фейтфулл Рейнольдс Мавети Йорк Стэннард          | 3:00         |
| 12. | «Broken English» (Long Version)            | Фейтфулл Рейнольдс Мавети Йорк Стэннард          | 5:47         |
| 13. | «Why'd Ya Do It» (12" Remix Version)       | Уильямс Рейнольдс Мавети Йорк Стэннард Фейтфулл  | 6:35         |

Заметки
- «Why’d Ya Do It» был убран для семидюймового винила расширенной версии «Broken English» в оригинальных австралийских выпусках альбома.

## Участники записи
- Марианна Фейтфулл — вокал
- Барри Рейнольдс[англ.] — гитара
- Джо Мавети — гитара
- Стив Йорк — бас-гитара
- Терри Стэннард[англ.] — ударные
- Дайан Бирч[англ.] — бэк-вокал
- Фрэнк Коллинз[англ.] — бэк-вокал
- Джим Куомо — саксофон
- Изабелла Дюлани — бэк-вокал
- Гай Хамфрис — гитара
- Моррис Перт[англ.] — перкуссия
- Дэррил Уэй — скрипка
- Стив Уинвуд — клавишные

Технический персонал
- Боб Поттер — звукорежиссёр, микширование
- Эд Такер — инженер микширования
- Дэннис Моррис[англ.] — фотография обложки
- Марк Миллер Манди — аранжировка и производство

## Чарты
| Чарт                                      | Высшая позиция |
| ----------------------------------------- | -------------- |
| Australian Kent Music Report Albums Chart | 27             |
| Austrian Albums Chart                     | 3              |
| Canadian RPM Albums Chart                 | 28             |
| Dutch Mega Albums Chart                   | 37             |
| French SNEP Albums Chart                  | 3              |
| New Zealand Albums Chart                  | 2              |
| Swedish Albums Chart                      | 4              |
| UK Albums Chart                           | 57             |
| U.S. Billboard 200                        | 82             |
| West German Media Control Albums Chart    | 4              |

| Чарт (1980)           | Позиция |
| --------------------- | ------- |
| Austrian Albums Chart | 11      |
| French Albums Chart   | 6       |

## Сертификации и продажи
}
}
}
}
| Регион                                                      | Сертификация | Продажи  |
| ----------------------------------------------------------- | ------------ | -------- |
| Австралия (ARIA)                                            | Платиновый   | 70 000^  |
| Канада (Music Canada)                                       | Платиновый   | 100 000^ |
| Германия (BVMI)                                             | Золотой      | 250 000^ |
| Франция (SNEP)                                              | Золотой      | 271,000  |
| Новая Зеландия (RMNZ)                                       | Платиновый   | 15 000^  |
| ^ Данные о тиражах приведены только на основе сертификации. |              |          |